# Симфония № 8 (Шуберт)
«Неоконченная симфония» Cи минор DV 759 (нем. Unvollendete; при издании был присвоен № 8) — одно из самых знаменитых симфонических произведений австрийского композитора Франца Шуберта. Написана осенью 1822 года.

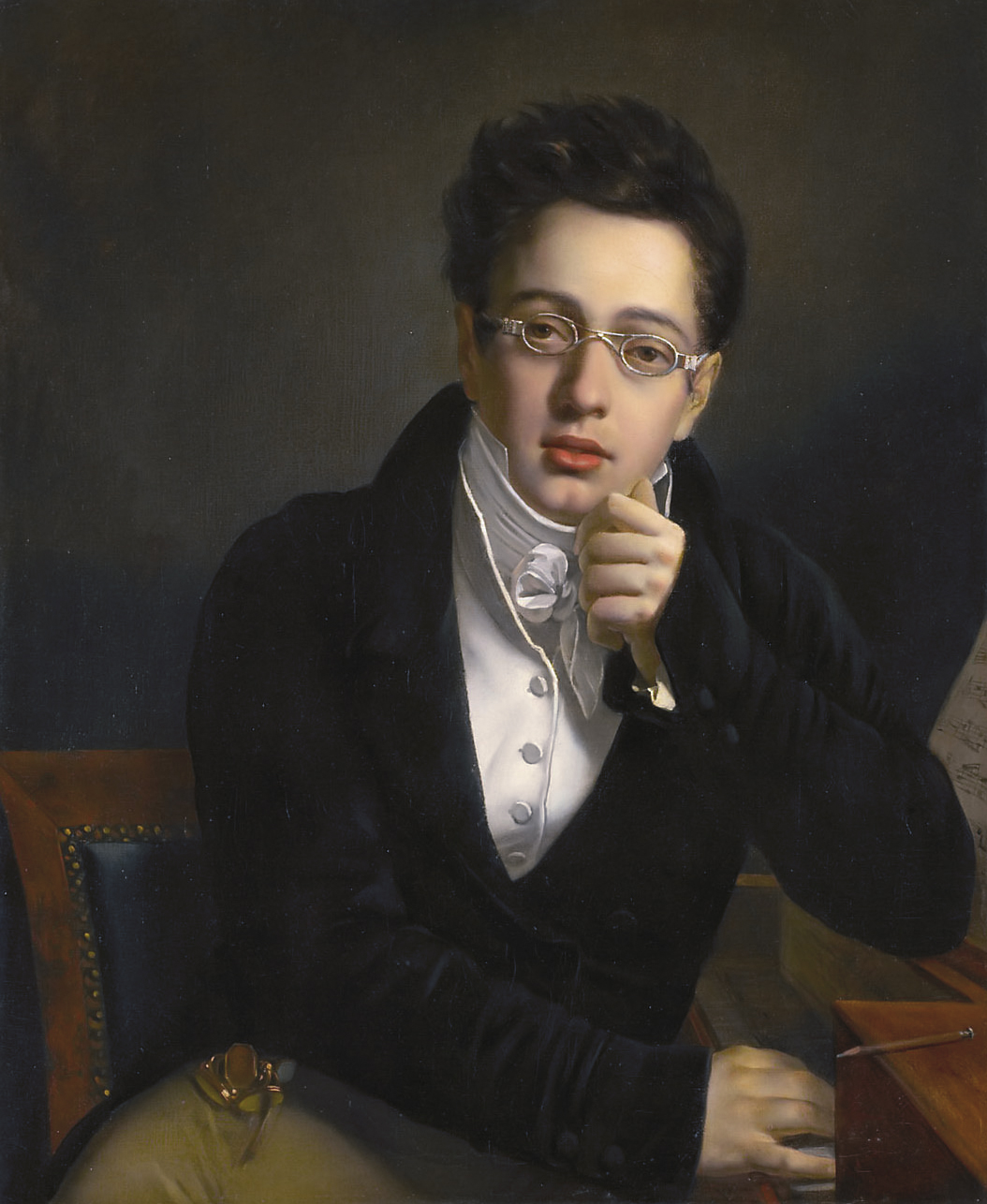
Молодой Франц Шуберт. Иосиф Абель, около 1814

## Проблема незавершённости
Шуберт создавал симфонию сначала в виде наброска («дирекциона») на двух строчках и лишь затем — в партитуре. Сохранились наброски-дирекционы трёх частей, в партитуре Шуберт записал лишь две первые части симфонии, сохранилось также начало партитуры третьей части. Рукопись была сохранена другом Шуберта Ансельмом Хюттенбреннером. 
Симфония посвящена любительскому музыкальному обществу в Граце, которому в 1824 году были представлены 2 первые части.
Симфонию № 8 впервые исполнил венский дирижёр Иоганн Хербек в концерте венского Общества любителей музыки 17 декабря 1865 года. Прозвучали завершённые Шубертом первые две части, а вместо отсутствующих 3-й и 4-й частей была исполнена финальная часть из ранней Третьей симфонии Шуберта ре мажор DV 200.
В 1866 году симфония была опубликована в виде первых двух частей.
После 1822 года Шуберт к симфонии не возвращался, причины прекращения работы над ней неизвестны. Не исключено, что 3-я и 4-я часть симфонии были попросту утрачены, так как рукописи её хранились у других людей.
Некоторые музыковеды считают, что существование только двух известных частей симфонии не означает её незавершённость, так как они оставляют впечатление цельности и исчерпанности. С их точки зрения, «Неоконченная» Шуберта считается первым симфоническим произведением, в котором воплотились основные черты раннего романтизма. Отказ от четырёхчастного цикла классической симфонии (увеличение или сокращение количества частей) в дальнейшем стал обычным для творчества композиторов-романтиков. 
Однако против этой версии говорит то, что завершённые Шубертом первые две части написаны в разных, далёких друг от друга тональностях. Такие случаи не встречались ни до, ни после него. Кроме того, помимо Симфонии Си минор у Шуберта немало других гениальных и смелых по замыслу сочинений, оставшихся неоконченными. Среди них:
- Струнный квартет До минор DV 703;
- Фортепианные сонаты До-мажор DV 840;
- Фа-диез минор DV 571 и др.

Ещё в XIX веке предпринимались попытки завершения «Неоконченной» симфонии другими композиторами. В настоящее время существует несколько вариантов завершения «Неоконченной» симфонии — в частности, варианты английского музыковеда Брайана Ньюбоулда и российского композитора Антона Сафронова.
Борис Тищенко выдвинул ещё одно предположение: тональный план шубертовской симфонии по всем канонам того времени должен был бы оканчиваться Си мажором, однако медных, духовых инструментов, которые могли бы играть в этой тональности, на тот момент в оркестре не существовало. Как продолжение симфонии Шуберта была задумана Восьмая симфония Тищенко (2008), которая впервые прозвучала 20 декабря 2008 года в одном концерте с произведением Шуберта. Однако это предположение неубедительно. Тональность Си мажор действительно была исключительно редкой для оркестра венских классиков, но ещё Гайдн (за полвека до Шуберта) написал симфонию в этой тональности (Hob I:46, 1772) с использованием соответствующих медных духовых инструментов. Если бы таких инструментов не было во времена Шуберта, он бы вряд ли вообще начал писать симфонию, которая заведомо должна была завершиться в якобы «неупотребительной» тональности.

## Краткий анализ частей

### I часть
Начинается сосредоточенной темой басов, создающей образ тягостного размышления, печальной непреложности. Это своеобразный эпиграф. В развитии частей он играет важную роль. Затем на фоне трепетного, словно чем-то скованного движения скрипок, гобой и кларнет распевают задумчиво печальную мелодию. На смену ей идёт другая — вальсовая, юношески порывистая, светлая и ласковая. Обе темы песенны. Но уже в первой возникают тревожные акценты, а развитие второй прерывают резкие вторжения трагических аккордов, предвестников драмы. В разработке бурное волнение усиливает, обостряет контрасты и наконец получает выход в беспокойном «беге» скрипичных пассажей, в грозном, как веление судьбы, звучании темы — эпиграфа. Возвращающаяся в репризе тема не приносит успокоения, и потому, в конце вновь, подобно неразрешенному вопросу, появляется тема-эпиграф.

### II часть
Музыка погружает в атмосферу глубокого поэтичного лирического высказывания. Певучие темы сменяют друг друга, варьируя оттенки мечтательного состояния — то светлого, то чуть грустного. Лишь изредка оно нарушается кратковременными, но напряженными взлетами — отголосками недавней драмы. 